# Filialkirche Podler

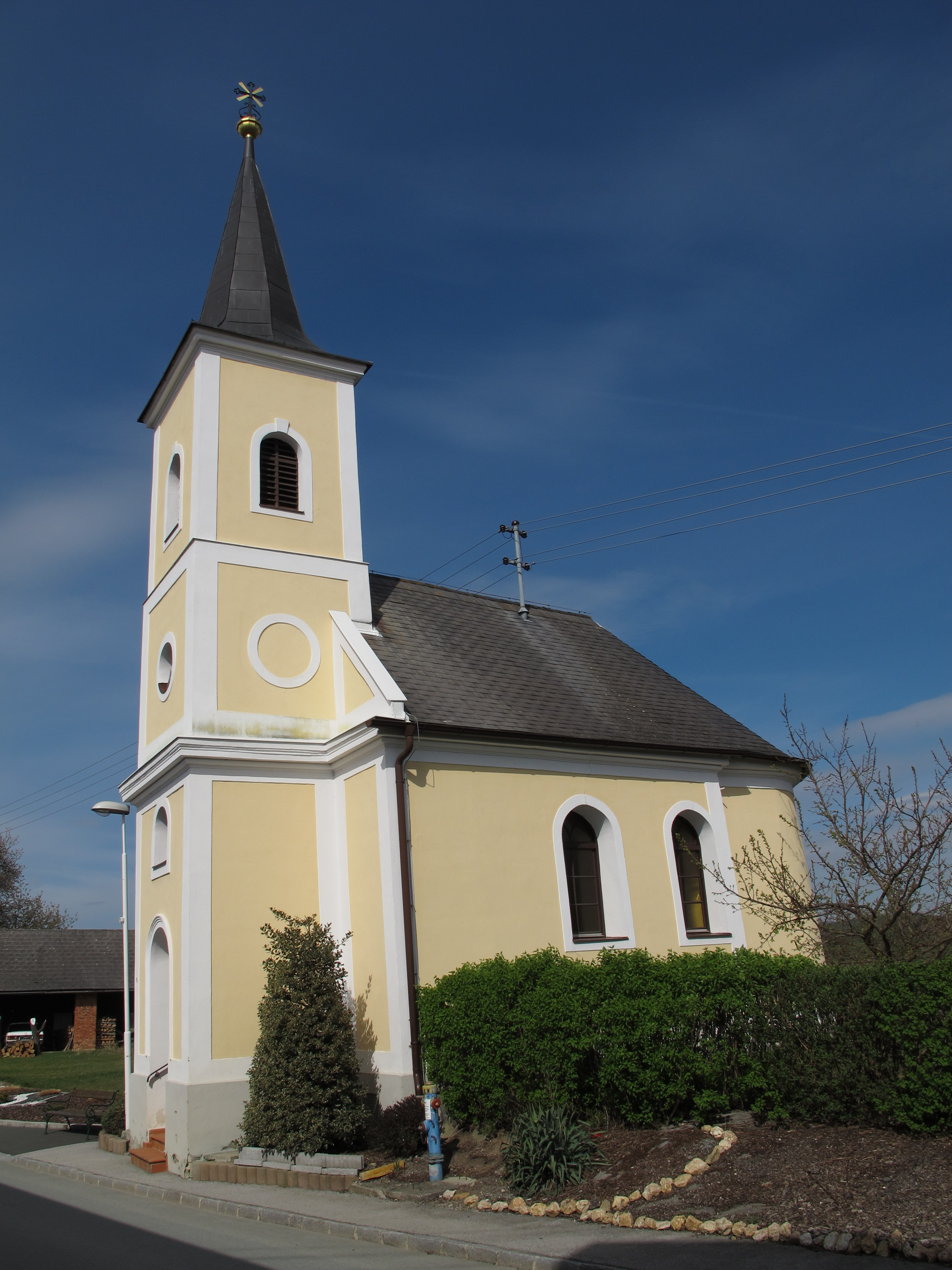
Antoniuskirche Podler

Die römisch-katholische Filialkirche Podler ist eine Filialkirche der Pfarre Neumarkt im Tauchental und steht in der Ortschaft Podler (ungarisch: „Polányfalva“; kroatisch: „Poljanci“) in der Gemeinde Weiden bei Rechnitz im Bezirk Oberwart im Burgenland. Sie trägt das Patrozinium des heiligen Antonius.

## Geschichte
Im Jahr 1757 wurde die erste Kirche, ein strohgedeckter Holzbau, in Podler errichtet. Diese wurde jedoch schon 1794 bis 1799 durch die heutige, gemauerte Kirche ersetzt. 1829 wurde der dreigeschoßige Südturm mit achteckigem Spitzhelm errichtet.

## Architektur und Ausstattung
Die Antoniuskirche ist ein kleiner klassizistischer Bau mit einem fast quadratischen Schiff, einer eingezogenen, halbrunden Apsis und einem vorgestellten Westturm.
Die Kirche hat eine flache Decke und eine einfache Empore. Der Altar mit Tabernakel stammt aus den Jahren 1809 bis 1810.
An der Wand befindet sich ein Ölbild des hl. Antonius von Padua, dem Kirchenpatron. Gemalt wurde es 1863 von Johann Krutzinger.